# 瑟伊 (阿登省)
瑟伊（法語：Seuil，法語發音：[sœj] ⓘ）是法国阿登省的一个市镇，属于勒泰勒区。

## 地理
瑟伊（49°28'51"N, 4°27'12"E）面积11.79 平方千米，位于法国大東部大區阿登省，该省份为法国北部内陆省份，西接埃纳省，南至马恩省，东临默兹省，北与比利时接壤。
与瑟伊接壤的市镇（或旧市镇、城区）包括：昂布利-弗勒里、阿内勒、库西、梅尼勒阿内勒、蒙洛朗、蒂尼-特吕尼。

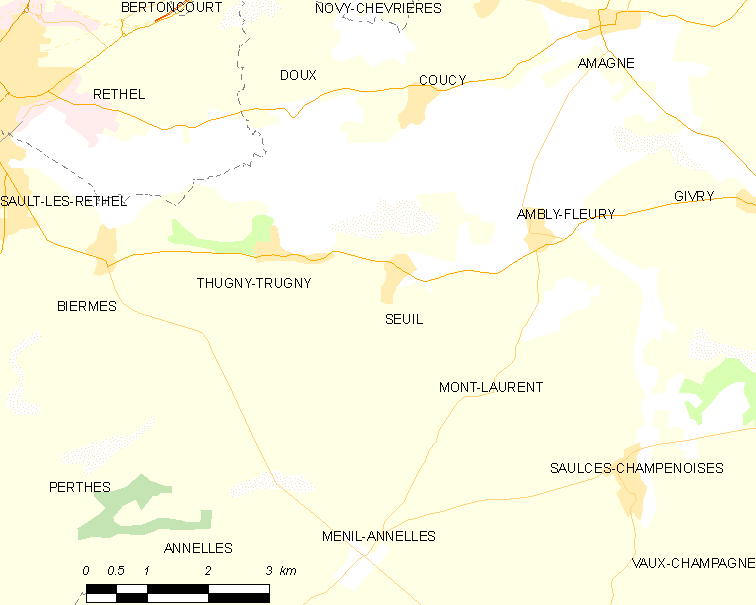
的OSM定位图

瑟伊的时区为UTC+01:00、UTC+02:00（夏令时）。

## 行政
瑟伊的邮政编码为08300，INSEE市镇编码为08416。

## 政治
瑟伊所属的省级选区为勒泰勒县。

## 人口

1962-2008年间人口变化图示

瑟伊于2022年1月1日时的人口数量为182人。